# Федорівка (Перекопський район)
Фе́дорівка (крим. Fedorivka) — село Перекопського району Автономної Республіки Крим.
Розташоване у центрі району.
Відстань від райцентру до населеного пункта становить 22 кілометрів по прямій.

## Географія
Селом протікає річка Самарчик.